# Viby Ringvej
 Viby Ringvej  ofte benævnt O2 er en firesporet ringvej, der går igennem det vestlige Aarhus. 
Vejen er en del af Ring 2 der går fra Grenåvej til Oddervej, og er med til at lede den tunge trafik som kører nord/syd om byen.
Vejen forbinder Skanderborgvej i nord med Åby Ringvej i nord, og har forbindelse til, Ormslevvej og Søren Frichs Vej.